# Бакстер Естејтс (Њујорк)
Бакстер Естејтс (енгл. Baxter Estates) град је у америчкој савезној држави Њујорк.

## Демографија
По попису из 2010. године број становника је 999, што је 7 (-0,7%) становника мање него 2000. године.
| Група             | 2000.       | 2010.       |
| Белци             | 747 (74,3%) | 743 (74,4%) |
| Афроамериканци    | 27 (2,7%)   | 13 (1,3%)   |
| Азијати           | 72 (7,2%)   | 60 (6,0%)   |
| Хиспаноамериканци | 147 (14,6%) | 168 (16,8%) |
| Укупно            | 1.006       | 999         |